# HD60435
HD60435 — хімічно пекулярна зоря спектрального класу A3, що має видиму зоряну величину в смузі V приблизно  8,9.
Вона  розташована на відстані близько 762,0 світлових років від Сонця.

## Пекулярний хімічний склад
Зоряна атмосфера HD60435 має підвищений вміст 
Eu
.